# 겨울 스포츠

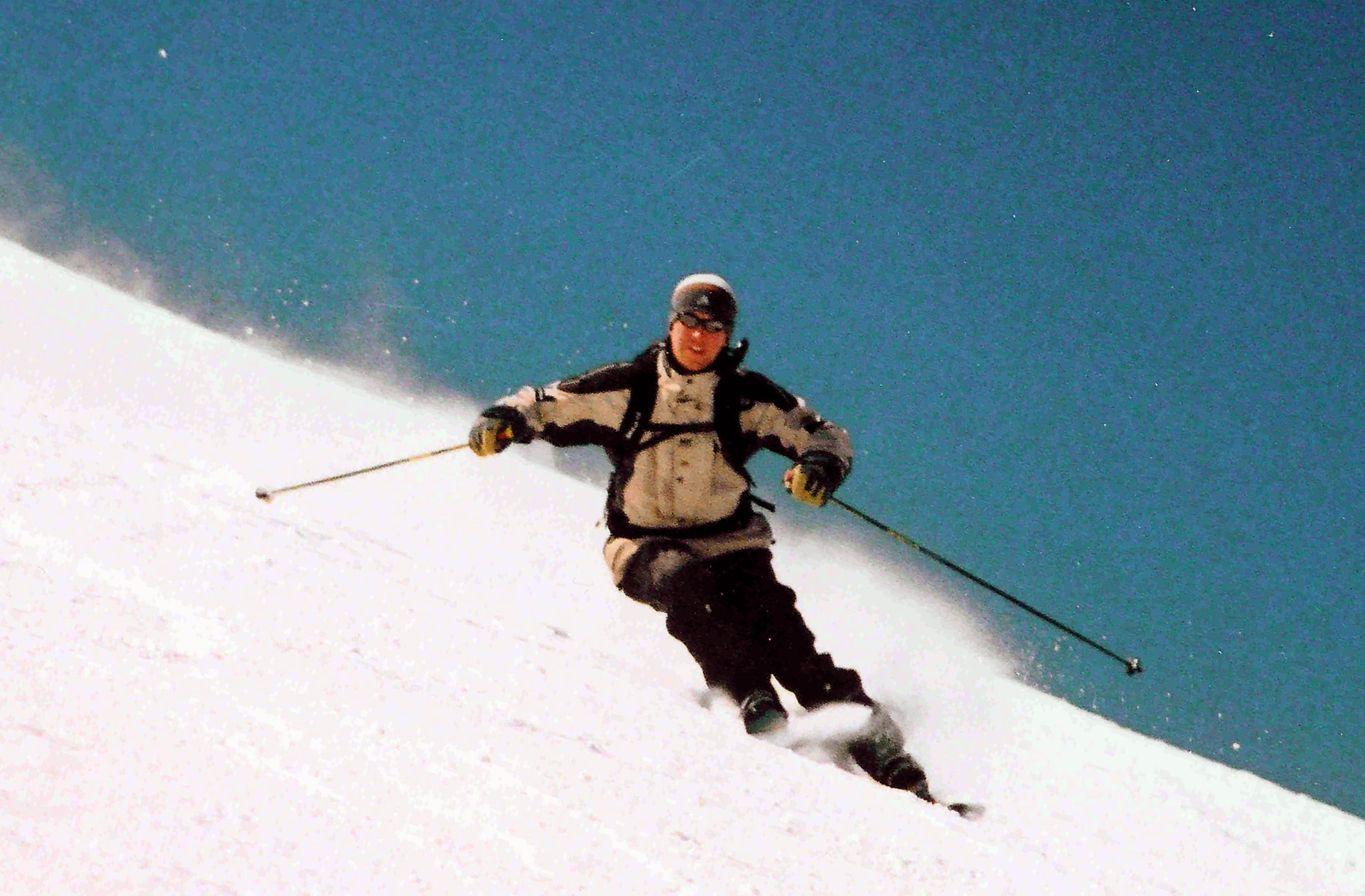

겨울 스포츠 또는 동계 스포츠는 일반적으로 겨울에 즐기는 스포츠이다. 공식적으로는 눈이나 얼음 위에서 즐기는 스포츠를 가리키는 용어이지만 비공식적으로는 농구와 같이 한 해에 걸쳐서도 즐길 수 있는 겨울에 즐기는 스포츠를 가리키기도 한다. 주된 겨울 스포츠는 아이스하키, 피겨 스케이팅, 루지, 스켈레톤, 스키, 스노보드, 썰매 타기가 있다. 이밖에도 스노블레이딩, 모노스키, 스크월, 스퀄, 터보건, 설상차 몰기 등이 있다.

## 역사
겨울의 눈과 얼음은 다른 이동 수단으로 이어졌는데 이를테면 스키, 스케이트 등이 그러하다. 자연스럽게 겨울 스포츠는 더 긴 겨울 시즌에 여러 국가에서 더 인기를 끌게 되었다.

## 겨울 스포츠의 목록

#### 아이스 스케이팅
- 피겨 스케이팅 (싱글, 페어, 아이스 댄싱)
- 쇼트트랙 스피드 스케이팅
- 스피드 스케이팅
- 싱크로나이즈드 스케이팅

#### 스노보드
- 프리스타일 스노보드
- 알파인 스노보드
- 보더크로스
- 슬라롬

#### 스키
눈 위에서 즐기는 스키 스포츠.
- 알파인 스키
- 바이애슬론
- 크로스컨트리 스키
- 프리스타일 스키
- 뉴스쿨 스키
- 노르딕 복합 경기
- 스키 양궁
- 스키보드
- 스키봅
- 스키조링 (말 따위가 끄는 스키 놀이)
- 스키 점프
- 스노슈
- 스피드 스키
- 텔레마크 스키
- 루지 (또는 점프스키)

#### 썰매타기
- 아이스 블로킹
- 봅슬레이
- 루지
- 스켈레톤
- 웍 레이싱
- 개썰매 경기
- 에어보드

#### 스노모바일
- 프리 스타일
- 스노 크로스
- 레크리에이션
- 크로스 컨추리
- 언덕 오르기

#### 팀 스포츠
- 밴디
- 브룸볼
- 컬링
- 아이스 하키
- 아이스 스톡 스포츠
- 링게트
- 슬레지 하키 - (겨울 패럴림픽 스포츠)
- 스노발리볼

### 레크리에이션스포츠
- 아이스 보트
- 터보건
- 눈싸움
- 눈사람 만들기
- 얼음 수영
- 얼음 낚시

## 같이 보기
- 동계 올림픽
- 동계 아시안게임